# ليمان بيري
ليمان بيري (بالإنجليزية: Lyman Perry)‏ هو لاعب كرة قدم أمريكية أمريكي، ولد في 10 مارس 1897 في أندوفر في الولايات المتحدة، وتوفي في 2 يونيو 1975.